# L'Eden et après
After Eden (em francês: L'Eden et après) é um filme de arte dramática franco-checoslovaco com participação da Tunísia, dirigido pelo romancista e cineasta francês Alain Robbe-Grillet e lançado em 1970. O filme participou da competição principal do 20º Festival Internacional de Cinema de Berlim.
O enredo do filme se inicia com um grupo de estudantes universitários que, liderados pela personagem central Violette, se envolvem em rituais enigmáticos em um café chamado Eden. O enredo do filme se inspira na técnica dodecafônica do compositor Arnold Schoenerg. Como o projeto não tinha um roteiro adequado, Robbe-Grillet teve que contratar atores desconhecidos para a maioria dos papéis.

## Enredo
Um grupo de universitários costuma se reunir após as aulas em um café chamado Eden, onde realizam jogos e rituais misteriosos—como uma versão encenada de roleta-russa ou a dramatização de um envenenamento fatal. Numa dessas noites, um homem mais velho e desconhecido, chamado Duchemin, entra no Eden e se junta a eles com seus truques de ilusionismo. Ele os desafia a pegar pedaços de vidro quebrado com as mãos nuas e cura instantaneamente os cortes, e alega ter aprendido essa técnica na África. Em seguida, apresenta uma substância que chama de "pó do medo", que Violette, uma das estudantes, decide experimentar. Sob efeito da droga, ela tem visões aterrorizantes de tortura e assassinato, mas, de repente, cai na gargalhada. Intrigada, aceita se encontrar com Duchemin mais tarde naquela noite em uma fábrica abandonada. Porém, ao chegar, se perde no interior do prédio. Lá, passa por uma sequência de alucinações, entre elas a visão de uma substância leitosa e viscosa escorrendo de um cano. Na manhã seguinte, finalmente encontra a saída. Pouco depois, Duchemin é encontrado morto ao pé de uma escada com vista para o canal. Nos bolsos dele, Violette descobre um cartão-postal de origem da Tunísia.
Ao retornar para casa, percebe que uma pintura valiosa foi roubada. Determinada a recuperá-la, viaja para a Tunísia, onde encontra Dutchman, um homem idêntico a Duchemin, com quem acaba se envolvendo romanticamente. No entanto, um grupo de homens—que se parecem com os amigos do Eden—a sequestra. Mantida em cativeiro e submetida à tortura, ela consegue escapar com a ajuda de uma versão idêntica de si mesma (um doppelgänger). Após recuperar a pintura, encontra Dutchman morto ao pé de uma escada à beira-mar, o que imediatamente lhe lembra da morte de Duchemin.
Já em casa, Violette conta que nada daquilo aconteceu ainda, ou talvez tenha sido tudo uma fantasia, alucinação ou um sonho premonitório dela.

## Elenco
- Catherine Jourdan como Violette
- Pierre Zimmer como Duchemin/holandês
- Richard Leduc como Marc-Antoine
- Lorraine Rainer como Marie-Eve
- Sylvain Corthay como Jean-Pierre
- Juraj Kukura como Boris
- Jarmila Kolenicová (creditada como Jarmila Kolenicová) como Sona
- Catherine Robbe-Grillet como "Mulher Tola"
- François Gervai
- Ľudovít Kroner (credited as Ludwik Kroner) como Franc

Dubladores da versão eslovaca
- Ida Rapaičová como Violette/Viola
- Slavo Drozd como Duchemin/Durman
- Božidara Turzonovová como Marie-Eve/Mária
- Ivan Krajíček como Marc-Antoine/Mikuláš
- Peter Mikulík como Jean-Pierre/Róbert

## Produção
De acordo com Robbe-Grillet, sua imaginação não possuía cores, e, por isso, ele não tinha inclinação para produzir filmes coloridos. [1] Até Eden e After, todas as suas obras cinematográficas foram gravadas em preto e branco. No entanto, após o desempenho comercial insatisfatório de The Man Who Lies (1968), ele considerou abandonar o cinema, pois acreditava que a produção de filmes em preto e branco já não era viável na indústria.
Não havia um roteiro detalhado para Eden and After. [5] Robbe-Grillet desenvolveu a história usando um sistema inspirado na técnica dodecafônica do compositor austro-americano Arnold Schoenberg, estruturando a trama do filme com dez conjuntos de doze temas, organizados em uma ordem diferente para cada conjunto. Ele descreveu o resultado como uma mistura entre Alice no País das Maravilhas e Justine, do Marquês de Sade, com certos elementos de romances de cavalaria. Sem um roteiro escrito para seguir, Robbe-Grillet precisou discutir minuciosamente cada cena e enquadramento com o diretor de fotografia Igor Luther, o que permitiu a Luther exercer um controle criativo considerável sobre o filme.  

A maioria dos atores contratados por Robbe-Grillet para o filme era desconhecida, já que atores bem estabelecidos não trabalhariam de modo geral em um projeto de filme que não seguisse um roteiro tradicional. Os atores não foram informados dos detalhes do filme, além de que ele seria filmado na Tchecoslováquia e em Djerba, uma ilha da Tunísia.